# Fuego: diario amoroso (1934-1937)
Fuego: diario amoroso (1934-1937) es un libro de 1995 de la escritora francesa Anaïs Nin que se basa en material extraído de los diarios inéditos de la autora. Trata principalmente sobre su vida amorosa, una temática que era demasiado sensible o indiscreta para publicar mientras ella y las personas relacionadas estuvieran vivas.
Este libro es especialmente notorio por su relato y su comprensión de la sexualidad femenina, así como de la naturaleza humana en general. 

## Trama
Nin sigue casada con Hugh Parker Guiler y mantiene su relación literaria y sexual con Henry Miller. Ambos la siguen a Nueva York y la separaron de Otto Rank. Regresa a París y finalmente deja de practicar el psicoanálisis. Se siente demasiado dependiente de Henry y continúa tomando el amor donde lo encuentra. Comienza una relación muy apasionada, salvajemente romántico pero irresponsable, con el peruano Gonzalo Moré.